# Henry Görtler
Henry Görtler (também Heinrich Görtler; Calgary, 26 de outubro de 1909 – Freiburg im Breisgau, 31 de dezembro de 1987) foi um matemático alemão, que trabalhou com hidrodinâmica.
Görtler chegou na Alemanha em 1923. Estudou inicialmente arquitetura e depois matemática e física na Universidade de Munique, onde foi dentre outros aluno de Arnold Sommerfeld, e depois na Universidade de Giessen, onde foi aluno de George Jaffé. Obteve um doutorado em 1936, orientado por Harald Geppert, com a tese Asymptotische Eigenwertgesetze bei Differentialgleichungen vierter Ordnung. Em 1937 foi para o Kaiser-Wilhelm-Institut für Strömungsforschung em Göttingen, onde foi um colaborador próximo de Ludwig Prandtl e trabalhou com camada limite.
Em 1944 foi außerordentlicher Professor e em 1949 ordentlicher Professor na Albert-Ludwigs-Universität Freiburg.
Foi membro da Academia de Ciências de Heidelberg (1961), da Academia Leopoldina (1963) e da Academia de Ciência de Braunschweig (1985). Recebeu a Medalha Carl Friedrich Gauß de 1967. Foi fellow do American Institute of Aeronautics and Astronautics.
Com Walter Tollmien e Hermann Schlichting editou os Gesammelten Abhandlungen de seu professor Ludwig Prandtl.
Dentre seus doutorandos constam Hermann Witting, Günther Hämmerlin (Munique) e Klaus Kirchgässner (Stuttgart).

## Obras
- Dimensionsanalyse: Theorie der physikalischen Dimensionen mit Anwendungen, Springer Verlag 1975
- com Walter Tollmien (Eds) 50 Jahre Grenzschichtforschung: eine Festschrift in Originalbeiträgen, Vieweg 1955